# Каллиник (Ламбринидис)
Митрополи́т Калли́ник (греч. Μητροπολίτης Καλλίνικος, в миру Тимоле́он Ламбрини́дис, греч. Τιμολέων Λαμπρινίδης; 1881, Константинополь, Османская империя — 29 марта 1955, Неа-Эритрея, Аттика, Греция) — епископ Элладской православной церкви, митрополит Элассонский (1924—1955).

## Биография
Родился в 1881 году в Экзи Мармаре в Константинополе в 1881 году.
В 1906 году окончил Халкинскую богословскую школу и в том же году был рукоположён в сан диакона митрополитом Деркским Каллиником (Фотиадисом), после чего служил диаконом в Деркской митрополии.
В 1908 году переведён служить на Патриаршей двор великим архидиаконом.
В апреле 1914 года митрополитом Кесарийским Николаем был рукоположён в сан пресвитера, после чего служил великим протосинкеллом при патриархе Константинопольском.
11 октября 1918 года хиротонисан во епископа Криниского с возведением в сан митрополита. Хиротонию совершили: митрополит Кесарийский Николай, митрополит Созоагатопольский Дорофей и митрополит Силиврийский Евгений (Христодулу).
22 мая 1923 года избран митрополитом Мириофитским и Перистасейским.
15 апреля 1924 года восстановлен в должности митрополита Криниского.
В 1922—1924 годы служил Архиерейским эпитропом в Пирее.
14 октября 1924 года избран митрополитом Элассонским. 21 декабря того же года в Элассоне состоялась его интронизация.
29 марта 1955 года ушёл на покой по состоянию здоровья и поселился в Нэа-Эритреи в Аттике, где и скончался 24 апреля 1957 года.